# Giorgio Belladonna
Pour les articles homonymes, voir Belladonna.
Giorgio Belladonna (7 juin 1923 - 12 mai 1995) est un joueur de bridge italien, entré vivant dans la légende du jeu de bridge avec treize victoires de la Bermuda Bowl (un peu l'équivalent de la Coupe Davis).

## Lesannées 1950
Il intègre la Squadra Azzurra du capitaine Carl' Alberto Perroux (en) avec des partenaires comme Pietro Forquet (en) ou Eugenio Chiaradia, surnommé il Professor.
Il se fait remarquer lors de ses deux premiers championnats d'Europe et gagne la première Bermuda Bowl de l'histoire de l'Italie, en 1957 qui est aussitôt suivie de deux autres.

## Les années 1960
Le début des années 1960 voit un très léger passage à vide puisque  la Blue Team est ridiculisée aux Olympiades de Turin. Mais presque aussitôt s'enchaînent les Bermuda Bowl de 1961, 1962, 1963, 1965, 1966, 1967, 1969, entrecoupés par les secondes et troisièmes Olympiades (1964 à New York, 1968 à Deauville en mai-juin 68).

## Les années 1970
Décennie (1972, 1973, 1974, 1975), dont Belladonna dira qu'il aura eu « moins de jeu », elle se termine par trois places de deuxième. 
Il faut souligner que Belladonna vit en monnayant ses talents, d'abord au sein de la Lancia Team, ce qui lui impose des déplacements incessants qui ne favorisent guère le maintien d'un haut niveau de concentration, ni autant de temps qu'avant pour perfectionner son système d'enchère sophistiqué, bien des années avant la majeure cinquième.
Malgré tout, il lui aura ensuite suffi de sortir de temps en temps de sa semi-retraite pour demeurer numéro un mondial jusqu'à sa mort, quelques mois avant une Bermuda Bowl se déroulant à Pékin.
Il  a également collaboré avec le sociologue Jean-Pierre Gaudin dans le cadre d'un séminaire sur l'addiction au jeu.